# Перацето (Витербо)
Перацето је насеље у Италији у округу Витербо, региону Лацио.
Према процени из 2011. у насељу је живело 37 становника. Насеље се налази на надморској висини од 195 м.